# Intento de golpe de Estado en Perú de 1976
El intento de golpe de Estado en Perú de 1976 fue un fallido golpe de Estado liderado por el general Carlos Bobbio Centurión, de tendencia conservadora, contra el gobierno del general Francisco Morales Bermúdez. Aunque fracasó el intento de golpe de Estado, tuvo como resultado el distanciamiento de Morales Bermúdez de posiciones reformistas hacia posiciones conservadoras.

## Antecedentes
En agosto de 1975, el general Francisco Morales Bermúdez, de tendencia centrista, dio un golpe de Estado denominado como el «Tacnazo» contra el general Juan Velasco Alvarado, quien por entonces era el líder de facto del autodenominado Gobierno Revolucionario de la Fuerza Armada (GRFA). En enero de 1976, Morales Bermúdez nombró como premier y ministro de defensa al general Jorge Fernández-Maldonado, quien era de tendencia izquierdista y una de las figuras más radicales desde el inicio de la GRFA. Esta acción fue rechazada por el general Carlos Bobbio Centurión, quien lideraba el Centro de Instrucción Militar (CIMP), llegando a disputarse verbalmente contra Fernández-Maldonado y oponerse al desarrollo «progresivo» de la «revolución peruana».

## Acontecimientos
El 9 de julio de 1976, el general Bobbio se levantó contra el gobierno de Morales Bermúdez, esto tras ser retirado de su cargo por influencia de Fernández-Maldonado. Las cinco regiones militares, mientras tanto, no apoyaron a Bobbio sino a Morales Bermúdez, proclamando su adhesión al proceso revolucionario. Mismo actitud tomó la policía, cuyo ministro Luis Cisneros Vizquerra, proclamó que dicha institución apoyaba la conducción de la revolución bajo el mando de Morales Bermúdez. El levantamiento fue sofocado, según reportó El Comercio, en 20 minutos, sin reportarse heridos o muertos en el enfrentamiento. Debido a una amenaza de guerra civil, Bobbio depuso las armas con la condición de que los sectores de izquierda fueran apartados del gobierno.

## Consecuencias
El 16 de julio del mismo año, Fernández-Maldonado fue pasado al retiro y se alejó del gobierno. Al mes siguiente, se desarrolló una conspiración para restaurar a Fernández-Maldonado como premier. Esta fracasó y doce subalternos terminaron detenidos. Tras el retiro de Fernández-Maldonado, el régimen de Morales Bermúdez tomó un rumbo conservador, el cual se acentuó para 1977.